# 繁田隼
繁田 隼（しげた はやと、1993年2月3日 - ）は、神奈川県二宮町出身の元プロ野球選手（内野手）。右投左打。

## 経歴
小学3年生の頃から野球を始め、中学は軟式野球部に所属。西湘高校在学時は3年生のときに県ベスト16を果たす。
高校卒業後は、推薦でなくても硬式野球部に入部できる日本体育大学に進学。3年生秋にはベンチ入りを果たしたが、大学時代は目立った成績を残すことはできなかった。
プロ入りへの道を模索している中、海外の野球リーグでプレーしている池永大輔をきっかけにヨーロッパでの野球リーグを知る。「好きにやればいい」という両親の声にも押され、PR動画を送り、単身で海外に渡る。当初はイタリアのプロ野球リーグに挑戦したがテストに落ち、その後、フランスのプロ野球リーグのサヴィニー・ライオンズに2015年より入団し、外国人枠で登録。フランスでの月収は日本円にして3万円ほどだったため、1本60円程度のフランスパンを三分割し、朝昼晩に分けて食べるという日もあったという。同チームには日本人選手が3名所属していて、山上直樹と丸山和馬がいた。更に高いレベルでのプレー環境を求め、2016年シーズン当初に退団。
短期バイトで資金を貯め、同年中にはアメリカに渡り、前年から開始したばかりの独立リーグ・エンパイア・リーグのサリバン・エクスプロアーズに5月から参加し、2ヶ月間プレー。39試合に出場して、2本塁打、20打点、打率.279、出塁率.395の成績を残し、同チームはリーグ2位ながらもチャンピオンシップシリーズに出場して、同年のリーグチャンピオンになっている。
アメリカでの体験で手応えを感じ、日本に帰国後、国内の独立リーグでのプレーを模索。ベースボール・チャレンジ・リーグの入団テストは受けられなかったが、四国アイランドリーグplusの愛媛マンダリンパイレーツの入団テストの機会を得て、2017年5月1日に練習生として途中入団。数試合で正式な選手契約を結び、主軸を任されて前半戦は3割後半の打率を残し、最終的にリーグ6位の打率.313、2本塁打、25打点の成績を残す。8月13日の対徳島インディゴソックス戦（伊予市しおさい球場）では9回裏2アウト満塁の場面でサヨナラ満塁ホームランを放ち、7・8月度月間グラゼニ賞が贈られた。同年でのNPBドラフト指名を待ったが指名されず、11月6日に愛媛を任意引退し、現役を一時引退。
愛媛退団後はバレーボールのV.LEAGUEチームの職員として働く。2019年には株式会社九十九サービスに就職し、硬式野球部（社会人野球クラブチーム）のツクモベースボールクラブに所属。運営面で野球に携われるよう将来の進路を考えていたが、沖縄県初のプロ野球チームとして2020年より始動する琉球ブルーオーシャンズの情報を聞き、2019年11月に同球団のトライアウトに参加。実技審査を合格し、NPB入りの僅かな可能性をかけて入団。プロ選手としてのキャリアを再スタートした。トライアウト合格者（NPB未経験者）では、繁田が最年長である。年明けには横浜DeNAベイスターズの倉本寿彦とともに自主トレーニングを行った。
琉球での春季キャンプでは練習に取り組む姿勢が評価され、2020年2月29日、琉球のオープニングゲームである対読売ジャイアンツ三軍戦（沖縄セルラースタジアム那覇）では5番・二塁手としてスタメン入りを果たし、3安打を放った。11月25日、契約期間満了をもって琉球を退団することが発表された。
琉球退団後は草野球チーム「杉並タイヤーズ」でプレーし、その様子を自身のYouTubeチャンネルに投稿している。

## 選手としての特徴
172cmと小柄ながら広角に打ち分ける打撃で、愛媛時代は主軸を任された。本塁打は狙わず、自分のスイングをすることを心がければヒットが出るという自負を持っている。
琉球では内野の複数ポジションに挑戦しており、自身で守備の安定性と打球への反応を課題に上げている。

## 詳細情報

### 独立リーグでの打撃成績
| 年 度   | 球 団   | 試 合 | 打 席 | 打 数 | 得 点 | 安 打 | 二 塁 打 | 三 塁 打 | 本 塁 打 | 塁 打 | 打 点 | 盗 塁 | 盗 塁 死 | 犠 打 | 犠 飛 | 四 球 | 敬 遠 | 死 球 | 三 振 | 併 殺 打 | 打 率 | 出 塁 率 | 長 打 率 | O P S |
| ------- | ------- | ----- | ----- | ----- | ----- | ----- | -------- | -------- | -------- | ----- | ----- | ----- | -------- | ----- | ----- | ----- | ----- | ----- | ----- | -------- | ----- | -------- | -------- | ----- |
| 2017    | 愛媛    | 48    | 202   | 179   | 26    | 56    | 9        | 4        | 2        | 79    | 25    | 3     | -        | 5     | 2     | 14    | -     | 2     | 28    | -        | .313  | .366     | .441     | .807  |
| IL：1年 | IL：1年 | 48    | 202   | 179   | 26    | 56    | 9        | 4        | 2        | 79    | 25    | 3     | -        | 5     | 2     | 14    | -     | 2     | 28    | -        | .313  | .366     | .441     | .807  |

### 海外リーグでの打撃成績
| 年 度    | 球 団            | 試 合 | 打 席 | 打 数 | 得 点 | 安 打 | 二 塁 打 | 三 塁 打 | 本 塁 打 | 塁 打 | 打 点 | 盗 塁 | 盗 塁 死 | 犠 打 | 犠 飛 | 四 球 | 敬 遠 | 死 球 | 三 振 | 併 殺 打 | 打 率 | 出 塁 率 | 長 打 率 | O P S |
| -------- | ---------------- | ----- | ----- | ----- | ----- | ----- | -------- | -------- | -------- | ----- | ----- | ----- | -------- | ----- | ----- | ----- | ----- | ----- | ----- | -------- | ----- | -------- | -------- | ----- |
| 2015     | サヴィニー       | 30    | -     | 113   | 15    | 34    | 9        | 1        | 0        | 45    | 15    | 8     | -        | 2     | 1     | 12    | -     | 0     | 13    | -        | .301  | .365     | .398     | .763  |
| 2016     | サヴィニー       | 8     | -     | 31    | 6     | 12    | 4        | 0        | 0        | 16    | 7     | 3     | -        | 0     | 0     | 4     | -     | 0     | 2     | -        | .387  | .457     | .516     | .973  |
| 2016     | エクスプロアーズ | 39    | -     | 136   | 23    | 38    | 7        | 2        | 2        | 79    | 20    | 1     | -        | -     | 2     | 25    | -     | 1     | 10    | -        | .279  | .395     | .404     | .799  |
| D1：2年  | D1：2年          | 38    | -     | 144   | 21    | 46    | 13       | 1        | 0        | 61    | 22    | 11    | -        | 2     | 1     | 16    | -     | 0     | 15    | -        | .319  | .385     | .424     | .809  |
| ELB：1年 | ELB：1年         | 39    | -     | 136   | 23    | 38    | 7        | 2        | 2        | 79    | 20    | 1     | -        | -     | 2     | 25    | -     | 1     | 10    | -        | .279  | .395     | .404     | .799  |

※仏・ディヴィジオン・アンの成績は、Challenge de France de baseballを除く。

### 背番号
- 21 （2015年 - 2016年）
- 2 （2016年）
- 57 （2017年）
- 52 （2020年）